# Hôtel de Hilbert
L'hôtel de Hilbert, ou hôtel infini de Hilbert, illustre une propriété paradoxale des ensembles infinis en mathématiques, qui est que, contrairement à ce qui se passe pour les ensembles finis, une partie stricte peut avoir autant d'éléments que le tout. Le mathématicien allemand David Hilbert a présenté ce paradoxe lors d'une conférence en 1925.

## Description
Supposons qu'un hôtel (fictif) possède un nombre infini de chambres, numérotées par nombre entier à partir de 1, et toutes occupées. Malgré cela, l'hôtelier peut toujours accueillir un nouveau client.

### Accueil d'un client supplémentaire

Ajout d'une personne dans un hôtel de Hilbert plein : chaque client se déplace d'une chambre pour libérer la chambre 1

Comment fait-on pour accueillir une nouvelle personne ? Intuitivement, on pourrait penser qu'il suffit de trouver une chambre au bout de l'hôtel pour l'approprier à cette nouvelle personne. Sauf que l'hôtel a un nombre infini de chambre ! On ne peut pas l'envoyer « au bout », il n'y arrivera jamais ! Alors Hilbert propose de déplacer tout le monde d'un cran (voir l'illustration à droite).
Pour accueillir un client supplémentaire, il suffit donc que l'hôtelier demande à l'occupant de la première chambre de s'installer dans la seconde, à celui de la seconde de s'installer dans la troisième, « et ainsi de suite ». L'occupant de la chambre n va se déplacer en chambre n+1.
De cette manière, en demandant un déplacement fini à chacun (+1, c'est fini), les clients déjà logés le restent, et la première chambre est libre et peut accueillir le nouveau client.
De même si 500 personnes arrivent : on déplace tout le monde de 500 places, et c'est un déplacement fini également. Et de même pour n'importe quel nombre fini de personnes.

### Accueil d'une infinité de clients supplémentaires

Se présente devant l'hôtel de Hilbert un autobus d'une longueur infinie, plein à craquer, qui se gare sur le parking pour que ses passagers passent la nuit à l'hôtel. Impossible de déplacer tout le monde d'un nombre « infini » de chambres pour accueillir cette infinité de clients supplémentaires. Aucun client ne peut aller vers l'infini, il faut une autre idée.
L'hôtelier peut tout de même accueillir cette infinité de nouveaux clients.
Pour ce faire, Hilbert propose de déplacer chaque client dans la chambre de numéro double de la sienne.
Il faut que le client occupant la chambre no 1 prenne la chambre no 2, l'occupant de la no 2 la no 4, celui de la no 3 la no 6, « et ainsi de suite », le client de la chambre n allant se reloger à la chambre 2n.
Chacun occupe une chambre de numéro double de celui de sa chambre précédente, de telle sorte que toutes les chambres de numéro impair deviennent libres. Et puisqu'il existe une infinité de nombres impairs, l'infinité de nouveaux clients pourra occuper les chambres correspondantes. Chaque passager p de l'autobus ira loger dans la chambre 2p-1.

## Commentaires

Une bijection simple sur quatre éléments.

La définition mathématique de la cardinalité prolonge la notion de « nombre d'éléments », intuitive dans le cas des ensembles finis, en lui donnant un sens sur des ensembles infinis. Sa définition utilise les bijections, c'est-à-dire une mise en relation de chaque élément de l'ensemble de départ vers un élément unique de l'ensemble d'arrivée, telle que, inversement, chaque élément de l'ensemble d'arrivée n'est atteint que par un élément unique de l'ensemble de départ (autrement dit, une « correspondance un à un »). Deux ensembles qu'il est possible de mettre en bijection sont alors dits équipotents (ou parfois équivalents), ce qui capture l'idée intuitive d'avoir « autant d'éléments ». Cette idée de correspondance, élémentaire dans le cas des ensembles finis, peut être étendue aux ensembles infinis. Le cardinal d'un ensemble — son nombre d'éléments dans le cas fini — est un représentant unique d'une classe d'ensembles tous équipotents entre eux.
L'hôtel de Hilbert illustre que deux ensembles infinis tels que l'un est strictement inclus dans l'autre peuvent être équipotents, c'est-à-dire avoir même cardinal, ce qui est manifestement faux pour les ensembles finis (c'est essentiellement le principe des tiroirs de Dirichlet). C'est la raison pour laquelle cette propriété peut paraître paradoxale. Mais l'arithmétique des nombres cardinaux infinis est très différente de l'arithmétique ordinaire.
Implicitement, tous les ensembles infinis dont il est question ont été supposés numérotés par les nombres entiers, c'est-à-dire qu'ils sont dénombrables.
- La première version illustre le fait que la fonction qui à un entier n associe son successeur n +1 établit une bijection de l'ensemble des entiers naturels (comptés à partir de 1) dans le sous-ensemble des entiers naturels (comptés à partir de 2). Il serait imprécis (et potentiellement incorrect) de dire qu'il y a « autant d'entiers supérieurs à zéro que d'entiers supérieurs à un », puisque « il manque » le nombre 1 dans le second cas. En revanche, il est correct de dire que « les entiers supérieurs à zéro, et les entiers supérieurs à un, ont le même cardinal », puisqu'on peut les mettre en correspondance un à un.
- La seconde version illustre d'une part que la fonction qui à un entier n associe son double 2n établit une bijection du même ensemble dans celui des entiers pairs (comptés à partir de 2), d'autre part que la fonction qui à n associe 2n-1 établit une bijection de ce même ensemble dans celui des entiers impairs (comptés à partir de 1). Ceci démontre que l'ensemble des entiers, l'ensemble des entiers pairs, et l'ensemble des entiers impairs, sont trois ensembles de même cardinal.

Ici, tous les ensembles infinis en jeu ont le même cardinal, qui est celui du dénombrable. Mais, comme l'a montré Georg Cantor, il existe des ensembles infinis qui ne sont pas dénombrables, c'est-à-dire qu'ils n'ont pas même cardinal que les précédents.

## Attribution à David Hilbert
Dans son livre One Two Three . . . Infinity (Un, deux, trois... l'infini) paru en 1947, le physicien George Gamow raconte que, selon Richard Courant, David Hilbert utilisait cet exemple pour illustrer ses conférences sur l'infini.